# 前馈控制
前馈控制（feed-forward control），是一个术语，描述控制系统中的一个元素或路径，它将控制信号从外部环境的來源传递到另一个外部环境中的负载。这通常是来自外部操作者的命令信号。
仅具有前馈行为的控制系统对其控制信号以预先定义的方式作出响应，不會对负载作出响应；它与同样具有反馈的系统形成对比，反馈系统根据输出如何影响负载，以及负载可能會如何变化来调整输出；负载變化視为系统的外部环境。
在前馈系统中，控制变量的调整不是以目標和回授之間的误差為基礎，它是以过程数学模型的知识和过程扰动的知识或测量为基础。
控制方案需要一些先决条件才能在沒有反馈的情形下，可靠的通过纯前馈來控制：必须可以知道外部命令或控制信号，并且系统输出对负载的影响应该是已知的（这通常意味着负载不會隨时间改变）。有时没有反馈的纯前馈控制称为“弹道”（ballistic），因为一旦发出控制信号，就无法进一步调整；任何纠正调整必须通过新的控制信号。相比之下，“巡航控制”（cruise control）通过反馈机制调整输出以响应其遇到的负载。
前馈系統可能和控制理论、生理学及计算有關。

## 概述
若要應用前馈控制，需要可以量測干擾，而且控制系統要在干擾真正影響系統之前，就要進行調整。以有暖氣的住家為例，前饋系統可以偵測大門有打開，在室內變冷之前先調高暖氣的溫度。前馈控制的困難點是需要精準的預測干擾對系統的影響，而且不能有其他量測不到的干擾。仍以有暖氣的住家為例，若沒有偵測窗戶是否開啟，可能會因為窗戶打開，而前馈控制系統沒有調整溫度，因此使室內溫度降低。
在微處理器為基礎的自動控制系統中，常常會討論到先進的前馈控制概念，但因為需要複雜的數學模型不容易開發，因此很少在實務上使用。自動控制系統常用的是開迴路控制以及閉迴路控制，閉迴路控制常會配合市售的PID控制器進行控制

控制系统可分为3类：
- 开环
- 前馈
- 反馈 (闭环)

开环系統的例子是車輛中無動力輔助的方向盤，方向盤沒有輔助電源，也不會因方向盤的變化而提供動力。駕駛需要自行調整轉動方向盤的出力。相較而言，動力方向盤有輔助動力可以使用，會依發動機速度而調整。當轉動方向盤時，會開啟閥門讓液壓油來轉動方向盤。有壓力感測器監控壓力。讓閥門打開的程式恰好可以提供足夠壓力轉動方向盤。這是前饋系統，不考慮汽車實際駕駛的方向，可以參考模型預測控制。
若這個系統將駕駛考慮在內，駕駛會觀察汽車行駛的方向。調整方向盤來修正位置。這就是反馈系統
一個系統內可以有其他的系統，系統會將內部的其他系統視為黑箱。
前馈控制不同于开环控制或遥控作業。前馈控制需要有过程的输入输出之间（或／及控制設備）的数学模型，也要知道輸入對系統的影響。开环控制或遥控作業系統都不需要複雜的受控實體系統數學模型。若是依操作員的輸入來控制，沒有整合性的處理或數學模型的詮釋，只能算遥控作業，不算是前馈控制。
计算机科学的感知机网络是个前馈系统，因为每层神经元的输出只传给下一层，而不能传给上一层神经元，因此没有反馈。

## 歷史
在歷史上，feedforward（前饋）一詞有出現在Harold S. Black的發明（美國專利1686792，1923年3月17日發明）以及Donald MacCrimmon MacKay1956年的著作中。MacKay的著作是生物控制相關的研究，他只提到feedforward systems（前饋系統），沒有提到Feedforward Control（前饋控制）或是前饋控制相關的法則。MacKay以及早期使用前饋一詞的人是用來說明人類以及動物的腦部運作方式。Black在1927年8月2日發明的美國專利2102671，是有關將前饋技術應用在電子系統上。  
前馈控制的技術主要是由佐治亚理工学院、麻省理工学院、史丹佛大學及卡内基·梅隆大学的教授以及研究所學生所發展的。MIT的Meckl和Seering以及佐治亚理工学院的Book和Dickerson在1970年代中期開始發展前馈控制的概念。在1980年代末期，在學術論文、文章和書籍中已清楚的定義前馈控制的法則。

## 好處
前馈控制的好處很大，大過實施此技術需要的成本、時間及心力。若數學模型的品質夠好，前馈控制的實現也正確進行，控制精度可以提昇一個数量级。前馈控制系統及驅動裝置的耗能遠小於其他的控制系統。控制設備可以用較低成本、較輕量的材料，仍然可以精確，並且可以在高速下運作，其穩定性也可以提昇。其他的好處包括減少設備的磨損以老化，降低維修成本、高可靠度，以及遲滯現象的顯著減少。若要讓性能最佳化，前馈控制還是會配合回授控制一起進行。

## 模型
前馈控制系統（機器、程序或是生物體）的數學模型可以用控制工程的方式產生，也可以用控制系統自身學習而得到。隨著微处理器運算速度的提昇，具有學習及調整數學模型能力的控制系統也就越來越接近實務應用。現代前馈控制的原理是因為微处理器的發明才有了實務發展的空間。
前馈控制需要將數學模型整合到控制演算法中，依照目前已知的系統狀態來決定控制動作。以重量輕、有可撓性的機械手臂而言，可能是在手臂有載重時加以補償，沒有載重時則不補償。目標的關節角度會以根據數學模型，載重造成系統的擾動，以及在理想位置下手臂的變形量調整。若是一系統決定命令，再由另一個系統執行命令，這不一定符合上述前馈控制的定義。只有系統有方式可以偵測擾動，或是有輸入信號，再將輸入信號送到數學模型中，以此來調整控制命令，這才稱為是真正的前馈控制。

### 開迴路系統
在系统科学中，開迴路系統（open system）是指沒有反馈可以控制其輸出的系統。相反的，閉迴路系統可以用回授迴路來控制系統運動。開迴路系統中，系統的輸出不會回授到系統，供控制或是運作使用。

## 应用

### 生理前馈系統
在生理学上，前馈控制的例子是在实际体力活动之前，自主神经系统对心跳的正常预期调节。前馈控制可以比作对已知线索的预期反应（預測編碼）。心跳的反馈调节为机体提供了进一步对运动的适应性。
前馈系统也存在于人类和动物大脑的生物控制中。即使在生物前馈系统的情况下，例如在人类大脑中，知识或植物（身体）的心智模型也可以被认为是数学模型，因为该模型具有极限、节奏、力学和模式的特征。
纯前馈系统不同于生物體內的稳态控制系统，后者具有保持身体内部环境“稳定”或“长时间处于稳定状态”的功能。体内平衡控制系统主要依赖于反馈（尤其是负面反馈），以及系统的前馈元素。

### 基因调控与前馈
前馈环是由三个基因X,Y,Z所形成的一种基因调控模体（motif）。假设有X,Y,Z三个基因，那么前馈环的基本模式是：X调控Y，Y调控Z，同时X又能直接调控Z。换言之，X能够通过Y间接对Z产生调控，也能直接对Z产生调控。
通过随机模拟的方法证明，在大肠杆菌中，前馈环是三个基因构成的可能的13种调控模式中唯一一种模体。因此可以推断，这种基因调控模式对生物体对环境的适应有着重要的意义。
前馈环的性质会随着亚型的不同而不同。
大致上，根据基因间的调控关系的不同，可以将前馈环分为两种：一致前馈（coherent feedforwatd）和非一致前馈（incoherent feedforward）。依旧以上文的X,Y,Z基因为例，一致前馈中的直接（X到Z）和间接（X通过Y到Z）调控途径对下游基因的作用（调控或抑制）相同；而非一致前馈中直接和间接调控途径对下有基因的作用相反。
在前馈环中存在三条箭头，也就是三对基因间的调控关系：X对Y，Y对Z，X对Z。这三对调控关系中的每一对都有促进和抑制两种可能，所以根据X,Y,Z基因间的关系不同，三个元素组成的前馈具有8种前馈类型。其中，最常见的类型有两种：一种三对关系全为促进关系，一种是Y对Z是抑制关系，其余两对关系是促进关系。显然，第一种关系是一致前馈，而第二种关系是非一致前馈。 
一致前馈的作用是持续性检测和信号敏感性延迟。以Z启动子的两个输入是“与”逻辑为例（也就是，Z启动子必须要X和Y分子的浓度同时达到一定的阈值才能启动）。信号敏感性延迟指，当X激活并达到阈值，Z并不立即表达，而是需要等到X激活的Y也达到阈值才产生表达；而持续性检测指，如果X只是产生了一个高浓度的脉冲，而不是持续性处于高浓度的状态，在Y表达超过阈值之前X的浓度就已经下降，那么Z就不会有表达。
Z启动子的两个输入时“或“逻辑的情形相似，只不过是当X有持续的表达突然降到表达量为0的时刻产生的持续性检测和信号敏感性延迟。读者可按照相同的逻辑自行推演。  
非一致前馈的作用是脉冲发放和响应加速。脉冲发放是指，如果Y对Z的抑制完全（即只要Y的浓度达到阈值，不论X是否存在，Z都没有表达）当X的浓度上升，由于X直接激活Z，Z的浓度会出现一个迅速的上升；之后，由于Y的上升，Z的浓度又会下降，这样一看，Z对X浓度提高的相应是一个脉冲；响应加速是指，如果Y对Z抑制不完全（也即，在X和Y同时存在的情况下，Z会表达但是表达水平不高）在Z的浓度在受Y抑制而降低之前，Z会由于X的激活而较快达到一个比较高的峰值，从而加速了对信号的响应。

### 計算上的前馈系統
在计算上，前馈一般是指感知器網路，所有神經元的輸出都是往下一層，不會回到較前面的層，因此沒有反馈。在訓練階段會建立其連結

### 長途電信
1970年代初期，跨市的同軸傳輸系統（包括L-carrier）用前饋放大器來減小線性失真。這個系統比較複雜，但和傳統的回授系統相比，可以有較寬的带宽。後來光導纖維的普及，這類的技術就已經過時了。

### 自動控制以及機器控制
前馈控制是控制理論中的一個主題。

### 帶導數的並行前饋補償（PFCD）
帶導數的並行前饋補償（Parallel feed-forward compensation with derivative）是一種新的技術，可以調整開迴路傳遞函數的相位，由非最小相位系統調整為最小相位系統。

## 扩展阅读
- S. Mangan A. Zaslaver & U. Alon, "The coherent feed-forward loop serves as a sign-sensitive delay element in transcription networks", J. Molecular Biology 334:197-204 (2003).
- Foss, S., Foss, K., & Trapp. (2002). Contemporary Perspectives on Rhetoric (3rd ed.). Waveland Press, Inc.
- Book, W.J. and Cetinkunt, S., "Optimum Control of Flexible Robot Arms OR Fixed Paths", IEEE Conference on Decision and Control. December 1985.
- Meckl, P.H. and Seering, W.P., "Feedforward Control Techniques Achieve Fast Settling Time in Robots", Automatic Control Conference Proceedings. 1986, pp 58–64.
- Sakawa, Y., Matsuno, F. and Fukushima, S., "Modeling and Feedback Control of a Flexible Arm", Journal of Robotic Systems. August 1985, pp 453–472.
- Truckenbrodt, A., "Modeling and Control of Flexible Manipulator Structures", 4th CISM-IFToMM Symp., Warszawa, 1981.
- Leu, M.C., Dukovski, V. and Wang, K.K., "An Analytical and Experimental Study of the Stiffness of Robot Manipulators with Parallel Mechanisms", 1985 ASME Winter Annual Meeting PRD-Vol. 15 Robotics and Manufacturing Automation, pp. 137–144
- Asada, H., Youcef-Toumi, K. and Ramirez, R.B., "Designing of the MIT Direct Drive Arm", Int. Symp. on Design and Synthesis, Japan, July 1984.
- Rameriz, R.B., Design of a High Speed Graphite Composite Robot Arm, M.S. Thesis, M.E. Dept., MIT, Feb. 1984.
- Balas, M.J., "Feedback Control of Flexible Systems", IEEE Trans. on Automatic Control, Vol.AC-23, No.4, Aug. 1978, pp. 673–679.
- Balas, M.J., "Active Control of Flexible Systems", J. of Optim. Th. and App., Vol.25, No.3, July 1978,
- Book, W.J., Maizzo Neto, 0. and Whitney, D.E., "Feedback Control of Two Beam, Two Joint Systems With Distributed Flexibility", Journal of Dynamic Systems, Measurement and Control, Vol.97, No.4, December 1975, pp. 424–430.
- Book, W.J., "Analysis of Massless Elastic Chains With Servo Controlled Joints", Journal of Dynamic Systems, Measurement and Control, Vol.101, September 1979, pp. 187–192.
- Book, W.J., "Recursive Lagrangian Dynamics of Flexible Manipulator Arms Via Transformation Matrices", Carnegie-Mellon University Robotics Institute Technical Report, CMU-RI-TR-8323, Dec. 1983.
- Hughes, P.C., "Dynamics of a Flexible Manipulator Arm for the Space Shuttle", AAS/AIAA Astrodynamics Conference, September 1977, Jackson Lake Lodge, Wyoming.
- Hughes, P.C., "Dynamics of a Chain of Flexible Bodies", Journal of Astronautical Sciences, 27,4, Oct.-Dec. 1979, pp. 359–380.
- Meirovitch, L., "Modeling and control of Distributed Structures" Proc. of the Workshop on Application of Distributed System Theory to Large Space Structures, JPL/CIT, NTIS #N83- 36064, July 1, 1983.
- Schmitz, E., "Experiments on the End-point Position Control of a Very Flexible One Link.Manipulator", Ph.D. Dissertation,-Stanford Univ., Dept. of Aero & Astro., June 1985.
- Martin, G.D., On the Control of Flexible Mechanical Systems, Ph.D. Dissertation, Stanford Univ., Dept. of E.E., May 1978.
- Zalucky, A. and Hardt, D.E., "Active Control of Robot Structure Deflections", J. of Dynamic Systems, Measurement and Control, Vol. 106, March 1984, pp. 63–69.
- Sangveraphunsiri, V., The Optimal Control and Design of a Flexible Manipulator Arm, Ph.D Dissertation, Dept. of Mech. Eng., Georgia Inst, of Tech., 1984. 1985.
- Nemir, D. C, Koivo, A. J., and Kashyap, R. L., "Pseudolinks and the Self-Tuning Control of a Nonrigid Link Mechanism", Purdue University, Advance copy submitted for publication, 1987.
- Widmann, G. R. and Ahmad, S., "Control of Industrial Robots with Flexible Joints", Purdue University, Advance copy submitted for publication, 1987.
- Hollars, M. G., Uhlik, C. R., and Cannon, R. H., "Comparison of Decoupled and Exact Computed Torque Control for Robots with Elastic Joints", Advance copy submitted for publication, 1987.
- Cannon, R. H. and Schmitz, E., "Initial Experiments on the End- Point Control of a Flexible One Link Robot", International Journal of Robotics Research, November 1983.
- Oosting, K.W. and Dickerson, S.L., "Low-Cost, High Speed Automated Inspection", 1991, Industry Report
- Oosting, K.W. and Dickerson, S.L., "Feed Forward Control for Stabilization", 1987, ASME
- Oosting, K.W. and Dickerson, S.L., "Control of a Lightweight Robot Arm", 1986, IEEE International Conference on Industrial Automation
- Oosting, K.W., "Actuated Feedforward Controlled Solar Tracking System", 2009, Patent Pending
- Oosting, K.W., "Feedforward Control System for a Solar Tracker", 2009, Patent Pending
- Oosting, K.W., "Smart Solar Tracking", July, 2010, InterSolar NA Presentation